# Battaglia di Adrianopoli (1254)
La battaglia di Adrianopoli fu combattuta nel 1254, tra i Bizantini dell'Impero di Nicea e i Bulgari dello zar Michele II Asen. Questo cercò di approfittare della morte del basileus Giovanni III Ducas Vatatze per riconquistare i territori perduti dai Bulgari, ma lo scontro vide come vincitori i bizantini, guidati da Teodoro II Lascaris, successore di Giovanni III, la cui avanzata colse l'esercito dello zar impreparato. Grazie alla vittoria nella battaglia, i Bizantini si impossessarono della città di Adrianopoli.